# Thurø
Thurø – duńska wyspa leżąca na południe od Fionii, w cieśninie Wielki Bełt. Jej powierzchnia wynosi 7,5 km². Zamieszkiwana jest przez 3,5 tys. mieszkańców (I 2017 r.). Administracyjnie należy do okręgu Fionia.

## Krótki opis
Wyspa, położona niedaleko Svendborga i połączona z nim niewielkim mostem, jest popularnym miejscem weekendowych wypadów. Na wyspie mieszka również większość policjantów zatrudnionych w Svendborgu i okolicach.

## Znane osoby
W roku 1930 na wyspie zamieszkała pisarka Karin Michaelis. W 1974 zmarł tu pisarz Tom Kristensen.

## Demografia
- Wykres liczby ludności Thurø na przestrzeni ostatniego stulecia

źródło: Duński Urząd Statystyczny